# The Christmas Album (album av The Manhattan Transfer)
The Christmas Album är ett julalbum från 1992 av The Manhattan Transfer, utgivet på skivmärket Columbia.
Albumet producerades av Tim Hauser och Johnny Mandel tillsammans. Det innehåller en speiell gäst, Tony Bennett, som framför "The Christmas Song."  Sången "Good Night" skrevs av John Lennon och Paul McCartney från Beatles.

## Låtlista
1. "Snowfall"
2. "Let It Snow! Let It Snow! Let It Snow!"
3. "Santa Claus is Coming to Town/Santa Man" (Medley)
4. "The Christmas Song (Chestnuts Roasting on an Open Fire)"
5. "Silent Night, Holy Night" ("Stille Nacht, heilige Nacht")
6. "Caroling, Caroling"
7. "Happy Holiday/The Holiday Season" (Medley)
8. "A Christmas Love Song"
9. "It Came Upon the Midnight Clear"
10. "Have Yourself a Merry Little Christmas"
11. "Good Night"